# Линейная томография
Линейная томография (классическая томография) — метод рентгенологического исследования, с помощью которого можно производить снимок слоя, лежащего на определённой глубине исследуемого объекта. Данный вид исследования основан на перемещении двух из трёх компонентов (рентгеновская трубка, рентгеновская плёнка, объект исследования). Наиболее близкую к современной линейной томографии систему предложил Маер, в 1914 году он предложил двигать рентгеновскую трубку параллельно телу больного.
Наибольшее распространение получил метод съёмки, при котором исследуемый объект оставался неподвижным, а рентгеновская трубка и кассета с плёнкой согласованно перемещались в противоположных направлениях. 
При синхронном движении трубки и кассеты только необходимый слой получается чётким на плёнке, потому что только его вклад в общую тень остаётся неподвижным относительно плёнки, всё остальное — смазывается, почти не мешая проводить анализ полученного изображения. В настоящее время доля последнего метода в исследованиях уменьшается в связи с его малой информативностью. 
В настоящее время, в связи с развитием КТ и МРТ, данный метод является устаревшим. 

## История
Впервые метод томографии был предложен в 1914 году Маером. Его идеи значительно доработал и дополнил Бокаж, который в 1917 году приступил к работе над получением послойных рентгеновских изображений и в 1921 году разрешил эту проблему, создав систему, в целом аналогичную современным линейным томографам. Внедрение линейной томографии значительно замедлялось сложностью и дороговизной аппаратов. 
В 1933—1934 годах Гросманну удалось решить многие имеющиеся на то время технические проблемы и создать относительно простой и надёжный рентгеновский линейный томограф. В 1934 году немецкая фирма Sanitas первой в мире начала серийное производство линейных томографов.